# 우리들의 일그러진 영웅 (영화)
"우리들의 일그러진 영웅"( - 英雄)은 이문열의 소설 "우리들의 일그러진 영웅"을 원작으로 제작된 1992년작 대한민국 영화다. 감독은 박종원, 제작은 명필름에서 맡았으며 고정일, 태민영, 홍경인 등의 아역과 신구, 최민식 등의 배우가 주연을 맡았다. 1992년 8월 15일 전체 관람가로 개봉하였다.
영화는 소설의 기본 줄거리를 기반으로 삼고 있으나 구체적인 묘사는 조금씩 다르며, 마지막 결말 역시 조금 다르다. 전반적으로는 주인공 '한병태'가 국민학교 담임이었던 최 선생님의 장례식에 찾아가면서 30년 전 이야기를 회상하는 액자 구조를 띄고 있다. 1959년 아버지를 따라 서울에서 시골 국민학교로 전학온 5학년 한병태는 급장 엄석대가 선생 노릇을 하며 반 전체를 엄격히 통솔하고, 그 이면에서는 온갖 부정을 저지르는 동시에 반 아이들은 아무런 저항 없이 비굴하게 따르는 모습을 목격한다. 이에 한병태는 나름대로의 수단을 동원해 저항해 보지만 최 선생님의 안일한 인식과 계속되는 보복에 결국 포기한 채 엄석대에게 굴종하고 2인자가 된다.
이듬해 봄 서울에서 부임해 온 김 선생님이 담임을 맡게 되고, 최 선생과는 달리 예리한 성격이었던 김 선생은 시험시간 부정을 포착해 반 아이들 앞에서 가감없이 처벌한다. 하염없이 무너진 엄석대 앞에서 반 아이들은 태세를 전환하여 그간 엄석대가 저지른 악행을 고발하며 스스럼없이 비난하고, 이를 참지 못한 엄석대는 어디론가 도망쳐 종적을 감춘다. 30년 뒤 장례식에서 한병태는 이날 엄석대가 장례식에 찾아온다는 말을 듣고 찾아왔지만, 그곳에는 엄석대를 따르던 동창들만이 와서 서로를 힐난하기에 바빴다. 그땐 정의로워 보였던 김 선생님마저 이제는 국회의원이 되어 굽신거리는 모습을 보고 허무감을 지우지 못하던 한병태는 성공을 의미하는 건지 아닌지 알 도리가 없는 엄석대 명의의 조화 두 대가 들어오는 것만을 확인한 채 상갓집을 떠난다.
이 영화는 개봉 당시 큰 호평을 받았으며, 1992년 몬트리올 영화제 최우수제작상, 청룡영화상 최우수작품, 백상예술대상 영화부문 대상과 작품상 외 4개 부문을 수상하였다. 하지만 흥행에는 그리 성공하지 못했다.

## 등장인물
- 고정일 - (어린이) 한병태 : 불의에 저항하나 동지애에 만족하는 주인공
- 태민영 - (어른) 한병태
- 홍경인 - 엄석대 : 독재자로 군림하는 학급 반장 아이
- 최민식 - 김정원 선생 : 학급에서 벌어지는 불의에 대하여 학생들에게 올바른 마음을 갖도록 함. 하지만 늙어서는 유리한 쪽으로 아부를 떠는 국회의원이 되었다.
- 신구 - 최성식 선생
- 이진선 - 이 선생
- 우상전 - 한병태의 아버지
- 김혜옥 - 한병태의 어머니
- 남영진 - (어른) 황영수
- 문혁 - 임만순 역
- 박종설 - 중국집 주인 역

## 줄거리

### 한병태의 전학과 갈등
1992년. 회사를 그만두고 어학원에서 석달 째 영어교사 생활을 이어가던 한병태(태민영 분). 국민학교 동창과의 술자리에서 우연히 5학년 때 담임선생님이었던 최 선생님(신구 분)이 돌아가셨다는 말을 전해듣는다. 또 같은 반이었던 '엄석대'도 장례식장에 온다는 이야기를 듣고는 섬짓 놀란다. 상갓집으로 향하는 기차 안에서 한병태는 30년 전의 "외롭고 힘들었던 싸움"을 회상한다.
때는 1959년 가을. 잘 나가는 공무원이었던 아버지가 강원도 군청 총무과장으로 좌천되면서 온 가족이 시골로 이사를 가게 되었고, 12살의 한병태(고정일 분)도 서울의 명문 국민학교에서 시골의 작은 국민학교로 전학을 가게 된다. 병태는 담임 선생님인 최 선생님의 소개를 받아 5학년 2반 교실에 처음 발을 들인다. 잠시 최 선생이 자습을 하라며 나간 사이, 반 급장을 맡고 있는 엄석대(홍경인 분)가 자신을 부르자 서울에서처럼 별반 아닌 급장이라 여기고 퉁명스레 대꾸했다가, 체육반장으로부터 강제로 이끌려 앞에 선다. 엄석대는 병태에게 자기 임의로 반 자리를 지정해 준다. 그리고는 싸우는 아이들을 중재하고 직접 체벌까지 내리며 선생님 없이도 대신 통솔하는 모습을 보인다. 급장이 선생 노릇을 하고 온 반 아이들이 순순히 따르는 모습을 이상하게 여긴 한병태는 하교길에서 옆자리에 앉았던 김영팔이라는 친구에게 엄석대가 어떤 아인지를 물었으나 별다른 해답을 듣지 못한다. 그날 밤 서울을 떠날 때 여자애가 건네줬던 '리버티'(Liberty, 자유)라고 새겨진 미국 기념 은화를 꺼내보며 그리움을 애써 달랜다. 그런 병태에게 술에 취한 아버지는 "심부름꾼 되기 싫다고 불평 불만만 하지 말고, 너도 그런 힘 있는 급장 될 생각하라"는 핀잔을 준다.
다음날 점심 시간, 아이들이 모여 도시락을 여는 사이 몇몇 아이들이 엄석대에게 과일이나 계란 등을 한두개씩 바친다. 거기에 임만순이 한병태에게 오늘은 네가 급장 물 떠오는 당번이라고 하자, 한병태는 급장은 손이 없냐면서 선생님도 아닌데 그러지들 말라고 대꾸한다. 분위기가 험악해지고 급기야 한병태가 그럼 선생님께 그게 옳은 것인지 여쭈겠다고 하자 엄석대가 나서 됐다고 말한다. 이후 과목이 바뀌었는데 한병태만 전해듣지 못해 벌칙을 받고, 학급 시간에 학급 건의함을 만들자는 한병태의 제안에 모두가 반대를 하고, 바닥 청소를 하던 한병태에게 누가 쌓아놓은 의자를 넘어뜨려 맞게 하는 등, 엄석대가 직접적으로 괴롭히진 않지만 계속해서 불이익을 받는 상황이 이어진다. 이에 어떻게 저항할지 고민하던 한병태는 작심하여 돼지저금통을 깨고, 다음 날 서커스를 보러가는 엄석대 무리에 끼지 못한 아이들을 포섭해 극장 구경을 시켜주고 중국집 짜장면을 쏘며 고급 연필을 선물하는 등 회유에 나선다. 그러나 극장에 갔던 일이 전부 고발당하고 선물한 연필도 엄석대의 손에 들어간 것을 본 한병태는 경악한다. 머지 않아 극장에 몰래 간 일로 6학년 선도부 형들에게 끌려가 집단 폭행을 당하지만, 엄석대가 나타나 만류하고 선생님에게도 알리지 않는 비밀로 하겠다며 선뜻 용서한다. 또 다시 자존심을 구긴 한병태는 서울에서는 그나마 자신있던 성적으로 엄석대를 누르기로 맘먹고 밤늦게 공부에 열중한다. 이틑날 자신있게 시험에 나서지만 시험 결과는 엄석대가 1등인 반면 한병태는 11등으로 드러나면서 믿었던 성적 경쟁에서마저 지게 되어 깊은 절망감에 빠진다.
분명 엄석대를 이길 수 있을 방법이 있을 거라 생각하던 한병태는 어느날 엄석대가 윤병조가 가져온 라이터를 보고 좋다며 만져보다 자신을 의식해 도로 돌려주는 것을 목격한다. 그리고 하교길에 병조로부터 그 라이터를 다시 뺏겼다는 말을 듣고, 최 선생님께 가서 석대가 병조의 라이터를 가져갔다고 밝힌다. 그러나 이 사실을 안 엄석대는 병조에게 라이터를 미리 돌려준 뒤, 이유를 묻는 선생님께 집에 아무도 없대서 불장난이라도 하는 걸 막기 위해 '맡겨둔' 것이라고 말한다. 졸지에 고자질쟁이로 몰린 한병태는 마지막으로 엄석대가 없는 사이 아이들에게 물어보면 진실을 분명 알 수 있을 것이라고 선생님께 주장하고, 선생님은 그 말에 따라 엄석대를 교무실에 가도록 지시한 뒤 아이들에게 쪽지를 나눠주며 엄석대의 나쁜 짓을 적으라고 한다. 그런데 아무도 적지 않자 최 선생님은 말을 바꾸어 누구의 잘못이든 적으라며 말을 바꾼다. 그날 밤 최 선생이 쪽지 결과를 확인하고 병태를 불러, 석대가 나쁘다는 사람은 한병태인 반면 너에 대한 폭로는 수도 없다며, 공부도 지도력도 1등인 엄석대가 대체 뭐가 문제냐고 혼내자 한병태는 아무 말도 하지 못한다.

### 굴복과 '혁명'
이후 한병태는 비참한 처지에 빠진다. 점심 시간에 누군가 씌운 복면 때문에 아이들에게 집단 구타를 당하고, 그로 인해 수업 시간에 늦게 들어왔단 이유로 벌을 받고, 화장실 청소 벌을 받던 중 여선생이 있는 문 사이로 몰래 훔쳐봤다는 누명까지 덮어씌게 된다. 우등 전학생에서 졸지에 문제아가 되어버린 한병태는 괜히 엄마에게 서울로 돌아가자며 떼를 쓰고 동생에게 화풀이하지만 현실은 현실일 뿐이었다. 겨울이 되고부터는 엄석대와 차라리 친하게 지내고 싶다는 회의감과 동시에, 엄석대의 권위가 상상초월할 만큼 견고하다는 것까지 확인하면서 엄석대에게 조금씩 굴복하는 일상에도 익숙해져 간다. 그러던 어느날 장학사의 순시로 학교 대청소를 하게 되자 엄석대는 최 선생으로부터 청소 검사 임무를 맡게 된다. 청소가 대강 마무리되자 아이들을 모두 통과시키고 내기 축구를 하도록 해주지만, 유리창 청소를 맡은 한병태는 이런저런 핑계를 대며 끝까지 탈락시킨다. 축구가 끝날 때까지 한병태가 교실에 혼자 남아 엎드려 있는 걸 본 엄석대는 이제 돌아가도 좋다고 말한다.
이 일을 계기로 저항심이 완전히 허물어진 한병태는 지금까지 이어온 싸움을 스스로 끊고, 엄석대를 찾아가 비싼 펜을 선물하며 굴복한다. 반 아이들과의 싸움 대결로 엄석대로부터 서열 2위로 인정을 받고, 아이들을 통솔하는 역할까지 나선다. 미술 시간에는 엄석대의 그림을 스스로 대신 그려가기까지 하며 충성을 보인다. 이런 변절의 모습을 지켜본 김영팔은 한병태에게 더 이상 같이 안 논다며 거리를 둔다. 그런데 아닌 게 아니라 다른 아이들도 기말고사 때 엄석대가 좋은 성적이 나올 수 있도록 각자 자신의 1등 시험지와 이름을 바꿔치기 하고 있었음을 알게 된다. 잠시 선생님께 이 일을 일러바칠까하는 고발도 하지만 단념하고, 오히려 엄석대의 권유로 일탈의 한마당에 어울리게 된다. 그곳에서 한병태는 리버티 은화를 모닥불 속에 던져넣고, "권력의 단맛에 흠뻑 취하며 그해 겨울을 그렇게 흘려보내"게 된다.
해가 바뀌고 1960년 봄, 서울에서 새로 부임해 온 김정원 선생님(최민식 분)이 6학년 2반의 담임선생님이 된다. 김 선생은 수업 첫날 아이들 앞에서 "공부 못하는 건 용서해도 거짓말은 용서 못한다"며 진실과 자유를 강조한다. 이어진 새학기 급장선거에서 반 아이들이 전부 엄석대를 추천한 것을 보고 의아하게 여긴다. 뿐만 아니라 전교 1등이라던 엄석대가 수학 시간에 칠판에 쓴 문제를 못 풀고 쩔쩔매는 모습, 교실 청소 검사를 급장인 엄석대가 임의로 처리하는 모습에 의문을 품고 다른 선생님들에게 묻지만, 엄석대는 알아서 다 잘하는 1등 모범생이라는 칭찬만 돌아올 뿐이었다. 새로운 변화에 위기감을 느낀 엄석대는 부하들을 거세게 갈구고, 일제고사 날에도 여전히 다른 아이들과 시험지를 바꿔치기하는 부정을 감행한다.
그러나 김 선생은 엄석대가 항상 1등을 석권하는 반면, 나머지 반 아이들은 한병태를 제외하곤 전부 전교 10등 바깥이란 사실에 의구심을 품고, 결정적으로 시험지에 이름을 지우고 고쳐 쓴 흔적을 발견한다. 김 선생은 엄석대를 교단 위에 엎드리게 한 뒤 아이들이 보는 앞에서 가차없이 매를 가한다. 처음에는 영문을 모르는 척하던 엄석대도 결국엔 죄송하다며 처음으로 잘못을 인정한다. 이어서 김 선생은 엄석대와 시험지를 바꿔치기한 아이들도 매를 가하고, 나머지 반 아이들에게 엄석대의 지난 부정과 악행들을 한명씩 차례대로 모두 밝하라고 한다. 처음에는 머뭇거리는 자세로 실토하던 아이들은 갈수록 자신있게 악행을 고발하더니 거듭대는 분위기에 휩쓸려 엄석대를 향해 "저 개새끼 순 나쁜 개새끼에요"라며 비난을 서슴지 않는다. 하지만 자기 차례가 된 한병태는 자신은 잘 모른다고 얼버무린다. 김영팔은 한순간에 태세 전환을 한 아이들에게 도리어 "너희들도 나빠"라는 일침을 가하고는 울음을 터뜨린다. 김 선생은 반 아이들이 그간 비겁하게 살아온 죄를 물어 모두 책상에 올라가게 한 뒤 매를 때리고, 급장 재선거를 하게 한다. 선거 과정에서 무질서하고 시끌벅적하게 회의를 진행하는 아이들을 보며 김 선생은 흐뭇한 표정을 짓는다. 한편 엄석대는 자신을 비꼬는 발언이 나오자 분을 참지 못하고 갑자기 일어나 아이들에게 "잘 해봐, 이 개새끼들아!"라 외치고는 뒷문으로 뛰쳐나간다. 엄석대가 도망간 그날 읍내에는 이승만 정권의 3·15 부정선거에 항의하는 시위가 벌어지고, 그날 밤에는 누군가 교실로 들어와 기름을 뿌리고 불을 붙여 잔뜩 태워버린다. 이후로는 엄석대의 행방은 소문만 무성한 채 아무도 몰랐고, 학교 생활은 제자리를 되찾아 석대에 대한 기억은 희미해져갔다는 병태의 내레이션과 함께 회상이 끝난다.

### 상갓집 에필로그
다시 1992년 현재. 최 선생님 상갓집에 찾아온 한병태는 그곳 상자리에서 손수 잔업을 돕고 있는 김영팔과 만난다. 둘은 서로 변한 게 없다며 어색한 인사를 건넨다. 그리고 다른 동창생들과도 만나는데, 엄석대에게 충성하던 체육부장은 택시 운전사가 되어 있었고, 엄석대가 마실 물을 떠오라던 임만순은 어엿한 회장에 돈 많은 부자가 되어 있었다. 그러나 이들도 엄석대의 행방에 대해서는 재벌이 되었다는 등, 홍콩의 조폭이 되었다는 등 온갖 가설만 내세울 뿐 정확히는 모르고 있으면서, 오히려 서로 엄석대 졸부 노릇이나 했다면서 힐난하기에 바쁜 모습을 보인다. 한편 엄석대 체제를 무너뜨린 장본인이 된 김 선생님도 어느새 국회의원이 되어 상갓집에 찾아오는데, 사람들과 인사하며 굽신거리더니 돌아가신 최 선생님은 정말 훌륭하신 선생님이었다며 치켜세운다. 이에 임만순은 "출세가 뭔지 변해도 너무 변했다"는 평을 내리고, 자기는 돈만 붙었을 뿐 변한 게 없다는 말을 한다. 이어 한병태에게 집앞 술집에 갔다오자고 권유하지만 한병태는 괜찮다고 하고 임만순은 체육부장 무리와 어울려 자리를 뜬다. 그 와중에 체육부장은 엄석대가 오면 전해달라는 부탁을 남기고 떠난다.
밤이 깊어지고 둘이 남은 한병태와 조영팔은 아직도 엄석대가 오질 않은 걸 보면 안 올 작정이라는 말을 나눈다. 그때 집 대문을 통해 조화 두 개가 들어오는데 그곳에 '엄석대'라는 이름 석 자가 쓰여져 있었다. 그러나 끝내 엄석대는 모습을 보이지 않았고, 이른 새벽 한병태는 대문을 나선다. 그리고는 "한 다발의 꽃으로는 그의 성공과 실패를 짐작할 수 없었다"지만, 내가 사는 오늘은 여전히 그때의 5학년 2반 같고 그렇다면 엄석대는 어디선가 또 다른 급장의 모습으로 주무르고 있을 것이라면서 그의 그늘에 벗어날 수 있을지 솔직히 확신할 수 없다는 내레이션과 함께 영화가 끝난다.